# Били Вајлдер
Били Вајлдер (енгл. Billy Wilder; Суха, 22. јун 1906 — Лос Анђелес, 27. март 2002) је био амерички филмски редитељ, сценариста и продуцент аустријско-јеврејског порекла, који је у каријери дугој преко 50 година режирао преко 60 филмова.

## Каријера

### Рад у Немачкој
Рођен је у месту Суха, Аустроугарска, у данашњој Пољској, али је у детињству са породицом често мењао место боравка. Неки сматрају да се његов црнохуморни поглед на свет формирао због тога што је због честих сеоба стално био мета испитивања у очима вршњака (као Јеврејин и као дошљак, странац).
Напустио је студије права и почео се бавити новинарством у Бечу, где је радио у таблоидима. Каријеру на филму почео је као сценариста, сарађујући на неколико немачких филмова до доласка Хитлера на власт. Свестан да га као Јеврејина не чека светла будућност у нацистичкој Немачкој, одмах је емигрирао 1933. године, и то најпре у Париз, а убрзо потом у САД.

### Америчка каријера до 1950.
Иако није говорио енглески када је стигао у Америку, брзо је учио и већ од 1934. сарађује на сценаријима америчких филмова, при чему му је пријатељство са Питером Лореом (са којим је једно време био и цимер) доста помогло.
Од 1938. почиње плодну сарадњу са Чарлсом Бракетом, која је резултовала сценаријима за филмове као што су „Ниночка“ (1939), рекламиран под чувеним слоганом Гарбо се смеје, и „Ватрена кугла“ (1941), са Гаријем Купером и Барбаром Стенвик.
Као редитељ успешно је дебитовао комедијом „Мајор и дериште“ (1942), после чега се посвећује режији, не прекидајући ни сценаристички рад ни сарадњу са Бракетом, који је често продуцирао филмове које је Вајлдер режирао. Резултат је серија филмова, међу којима се издвајају „Пет гробова до Каира“ (1943), затим студија о алкохолизму „Изгубљени викенд“ (1945) (Оскари за најбољи филм, режију и сценарио), за који је и Реј Миланд добио Оскара за главну улогу, те „Булевар сумрака“ (1950), за који је награђен Оскаром за оригинални сценарио.
У филму се говори о младом сценаристи који бежећи пред повериоцима набаса на вилу остареле звезде немог филма, којој потом постаје љубавник, при чему обоје безуспешно покушавају да искористе оног другог за своје циљеве. Уз Вилијама Холдена, који се потом појавио у више Вајлдерових филмова, у филму наступа још неколико глумаца (редак случај да је филм имао номинације за Оскара у све четири глумачке категорије), а посебно су упечатљиве улоге Глорије Свонсон, као заборављене звезде која живи у свету фантазије и мисли да је још увек славна (чувена је њена реплика: Ја ЈЕСАМ велика! Филмови су постали мали), и Ерик Фон Штрохајм, као њен батлер и возач. Овај филм је познат и по томе што почиње кадром у ком се леш који плута у базену обраћа публици, што је један од заштитних знакова Вајлдерове каријере.
Мимо сарадње са Бракетом, Вајлдер је филмом „Двострука обмана“ (1944) постигао велики успех и код критике и код публике, према роману Џејмса М. Кејна и сценарију Рејмонда Чендлера, о љубавницима који планирају убиство њеног супруга. У филму који обилује изванредним дијалозима бриљирају Барбара Стенвик и Фред Макмари. Филм се и данас сматра једним од најбољих дела струје film noir, који је успоставио неке конвенције у том жанру као што су осветљење кроз венецијанере и нарација преклапајућим гласом.

### Каријера од 1950. до 1960.
После филма Сензација (1951), ефектне приче о новинарској експлоатацији несреће у руднику, са Кирком Дагласом у главној улози, почиње фаза којом доминирају комедије, и у којој је по правилу и копродуцент својих филмова.
Истичу се Сталаг 17 (1953), успешан филм о бекству из нацистичког логора, где је Вилијам Холден добио Оскара за главну мушку улогу, Сабрина (1954) о богатој браћи (Хамфри Богарт и Вилијам Холден) који се заљубљују у скромну девојку (Одри Хепберн), Седам година верности (1955), његова прва сарадња са Мерилин Монро, Љубав поподне (1957), са Гаријем Купером и Одри Хепберн, Дух Сент Луиса (1957), о лету Чарлса Линдберга преко Атлантика (игра га Џејмс Стјуарт), и Сведок оптужбе (1957), са Чарлсом Лотоном, Марлен Дитрих и Тајроном Пауером, једна од најуспелијих судских драма уопште, настала по делу Агате Кристи.
Велики успех и код публике и код критике постиже комедијом Неки то воле вруће (1959), једном од најбољих филмских комедија свих времена. Тони Кертис и Џек Лемон играју два другоразредна музичара који се прерушавају у жене и прикључују женском оркестру како би са њим побегли на Флориду, бежећи од гангстера који хоће да их ликвидирају јер су били сведоци масакра. У серији ефектних ликова у осталим улогама издвајају се Мерилин Монро, као певачица у коју се заљубљује Тони Кертис, и Џо И. Браун, као матори милионер који се заљубљује у Џека Лемона (чувена је његова реплика Нико није савршен, иначе последња реченица у филму, након што му Џек Лемон призна да је мушко).
Овим филмом Вајлдер је почео плодну сарадњу са И. А. Л. Дајмондом и глумцем Џеком Лемоном, са којима је касније често сарађивао (Лемон је играо у чак 7 његових филмова).
Њихова заједничка сарадња даје изванредан резултат већ наредне године, тако да 1960. Вајлдер постиже велик успех црнохуморном драмом Апартман, за коју добија три Оскара (за најбољи филм, режију и сценарио). Ова прича из миљеа чиновничког Њујорка о полтрону који допушта шефовима да користе његов стан за сусрете за женама, а онда сазнаје да је и девојка у коју је заљубљен (Ширли Маклејн) једна од оних која је посећивала његов стан, имала је велику гледаност а Вајлдеру донела статус једног од најбољих америчких редитеља после Другог светског рата (уз Вилијама Вајлера, Џорџа Стивенса, Џона Хјустона и Фреда Зинемана).

### Каријера после 1960.
Након овога, Вајлдерова каријера опада, мада је и у каснијем периоду настало неколико квалитетних филмова, међу којима се истичу Један, два, три (1961) (одлична улога остарелог Џејмса Кегнија), Слатка Ирма (1963), Пољуби ме, будало (1964), Колачић судбине (1966), Насловна страна (1974) и Федора (1978).
Последњи филм који је режирао био је Друшкане, друшкане (1981), римејк француског филма Права напаст (1973), у којој Волтер Матау игра плаћеног убицу који, да би избегао гужву која би се створила након његове смрти, неколико пута спасава самоубицу Џека Лемона, а самоубица то схвата као израз наклоности коју овај има према њему и наставља да му досађује. Иако успео, филм из неког разлога није наишао на посебан одјек ни код публике ни код критике, тако да Вајлдер више није активно радио на филму.
Умро је у Лос Анђелесу, истог дана кад и још две легенде филмске комедије – Милтон Берл и Дадли Мур. Узрок смрти било је запаљење плућа, комбиновано са више других болести, укључујући и рак.

## Награде
Добитник је шест Оскара: за најбољи филм 1960. (Апартман), за најбољу режију 1945. (Изгубљени викенд) и 1960. (Апартман), за најбољи сценарио 1945. (Изгубљени викенд, заједно са Чарлсом Бракетом), те за најбољи оригинални сценарио 1950. (Булевар сумрака, са Чарлсом Бракетом и Д. М. Маршманом Млађим) и 1960. (Апартман, заједно са И. А. Л. Дајмондом).
Био је номинован за режију филмова: Двострука обмана (1944), Булевар сумрака (1950), Сталаг 17 (1953), Сабрина (1954), Сведок оптужбе (1957), Неки то воле вруће (1959).
Његов филм Изгубљени викенд био је победник филмског фестивала у Кану 1946. (једини случај уз филм Марти да исти филм добија и Оскара за најбољи филм и побеђује у Кану), а филм Сензација добио је награду на филмском фестивалу у Венецији за најбољи страни филм.
Добитник је награде за животно дело Америчког филмског института 1986. Иначе, Амерички филмски институт изгласао је чак четири његова филма међу најбољих 100 америчких филмова XX века (Булевар сумрака као 12., Неки то воле вруће као 14., Двоструко осигурање као 38. и Апартман као 93. на листи)
Добитник је меморијалне награде Ирвин Г. Талберг 1988, која се додељује на додели Оскара.

## Одлике стила
Били Вајлдер је остао запамћен као један од највећих редитеља свих времена, чији су филмови скоро увек били и радо гледани и јако цењени од критике. Јак смисао за иронију и црни хумор је изузетно вешто користио у дијалозима, трудећи се да никада не буде досадан (познате су његове изреке Моја порука људима је да не буду досадни и Правим онакве филмове какве бих и сам волео да гледам).
Уз честу употребу нарације, други заштитни знак његове каријере су ликови који покушавају да на неки начин измене свој идентитет и постану нешто друго.
Избегавао је политичке теме и усресређивао се на малог човека и исмејавање баналних друштвених механизама, уносећи у амерички филм европски дух.
Био је изузетно вешт у раду са глумцима, из којих је извлачио максимум, тако да је чак 14 различитих глумаца стекло номинацију за Оскара за улоге у његовим филмовима, а троје је Оскаре и добило (Вилијам Холден, Реј Миланд и Волтер Матау).

## Занимљивости
Право име му је Самуел, али је почев од емигрирања 1933. користио име Били.
Имао је надимак Бечки Пикси (The Viennese Pixie).
Имао је велику колекцију предмета модерне уметности, чији је мањи део продао 1989. за 32,6 милиона долара.
Том Круз и Камерон Кроу су га молили да се појави у филму Џери Магвајер (1996) али их је одбио. Ипак, 1999. био је предмет Кроуове књиге Разговори са Вајлдером.
Идол и ментор био му је Ернст Лубич. У својој канцеларији Вајлдер је држао знак са натписом Како би Лубич то урадио?.
Једном је рекао да је његов енглески комбинација Арнолда Шварценегера и Дезмонда Тутуа.
Због округлог лица и несташног духа, људи су га често доживљавали као ниску особу, иако је у стварности био висок неки милиметар преко 1,80 m.
Био је рекордер са 12 номинација за Оскар за сценарио, док га 1997. није претекао Вуди Ален.
Након његове смрти француски Ле Монд је објавио читуљу на првој страни, са речима: Били Вајлдер је умро. Нико није савршен, парафразирајући чувену завршну реченицу из филма Неки то воле вруће. И на његовом надгробном споменику стоји натпис: Били Вајлдер. Ја сам сценариста, али ипак... нико није савршен.
Примајући Оскара за најбољи страни филм 1993, шпански редитељ Фернандо Труеба је у свом говору рекао: „Да бих захвалио Богу, требало би да верујем у њега. Међутим, ја верујем у Билија Вајлдера. Хвала вам господине Вајлдер“. Према Труебиним речима, следећег дана му је телефонирао Били Вајлдер, представивши се речима: Фернандо, овде је Бог.
Својој озбиљној и никад насмејаној собарици дао је надимак Франко.
Мајка, бака и очух су му страдали у Аушвицу, али о томе није желео да говори. Ипак, када му је током снимања једног филма неки глумац изразио симпатије за нацистички лик којег тумачи, дотада хладнокрвни Вајлдер је заурлао: Та копилад су ми убила мајку!.
Свиђало му се име Шелдрејк, тако да је њиме назвао ликове у чак три славна филма: Апартман, Булевар сумрака и Пољуби ме, будало.
Снимао је у црно-белој техници кад год би му то продуценти допустили.
На првој страни сваког свог сценарија имао је обичај да напише Cum Deo (Са Богом).
Омиљени филм био му је Оклопњача Потемкин (1925).
Волео је да сценарије пише у пару са још неким, радећи заједно у истој просторији, али га је доста сценаристичких партнера напуштало жалећи се на његов карактер (знао је да буде непријатан када му се нечија идеја не свиди). Ипак, почев од 1959. и Неки то воле вруће, па до 1981. и последњег филма Друшкане, друшкане, на свим његовим сценаријима сарађивао је И. А. Л. Дајмонд.

## Цитати
Најбољи редитељ је онај кога не видите.
Када глумац уђе кроз врата, то није ништа. Када уђе кроз прозор, то је ситуација.
Публика никад не греши. Једно лице у публици може бити имбецил, али хиљаду имбецила заједно у мраку - то може бити само критичарски геније.
Ако нешто мрзим више од тога да не будем озбиљно схваћен, то је да будем схваћен превише озбиљно.
Ако хоћете да људима кажете истину, урадите то на смешан начин или ће вас убити.
Нисам тип који пише о великим истинама и стварима. За мене је велика ствар ако људи након што виде мој филм, седну и 15 минута разговарају о њему.
Лош комад се заборави али лош филм никада. Таман кад помислите да сте га се решили, ваша ћерка га види на телевизији и каже: Мој отац је идиот.
Онај ко не верује у чуда, није реалан.
Прављење филмова је као улазак у мрачну собу. Неко се саплете о намештај, неко поломи ногу, али неки људи виде у мраку боље него други. Штос је у томе да знате да друге убедите у нешто.
Аустријанци су бриљантан народ. Успели су да убеде свет да је Адолф Хитлер Немац а да је Лудвиг ван Бетовен Аустријанац.
Морате да сањате да бисте ујутру устали.
Верујте својим инстинктима. Ваша грешке ће тако бити само ваше, а не нечије туђе.
Добри сте онолико колико најбоља ствар коју сте урадили у животу.
(када су га питали да ли је нужно да редитељ зна да пише): Не, али је корисно ако зна да чита.
Добар редитељ мора бити полицајац, бабица, улизица и копиле.
Имам својих 10 заповести. Првих девет су да не смеш бити досадан. Десета је да имаш право да последњи кажеш: Рез!.